# Bőgatya és fütyülős barack
A bőgatya és fütyülős barack egy gúnyosnak értelmezhető, 1992-es kijelentés volt Landeszmann György akkori budapesti főrabbi részéről a zsidóság és a magyarság kulturális összefonódottságával kapcsolatban egy lapinterjúban. A kifejezés egy ideig hívószóvá vált a (szélső)jobboldali kommunikációban.
A teljes interjú Zsidók és magyarok címmel az Igen című lap 1992. karácsonyi kiadása számára készült december 8-án Landeszmann György akkori budapesti főrabbival és Zoltai Gusztávval, a Magyarországi Zsidó Hitközségek Szövetsége és a Budapesti Zsidó Hitközség ügyvezető igazgatójával. A kérdéseket feltevő újságíró Ományi Kálló Gyöngyi volt. Az interjút vélhetően annak pró és kontra provokatív jellege miatt az Igen nem közölte le a karácsonyi számában, a Heti Magyarországban azonban pár hónappal később, február 26-án mégis megjelent.

## Az interjú
A beszélgetés során minden, a zsidósággal általában kapcsolatos témát igyekeztek érinteni, így az antiszemitizmust, a holokausztot, a „ki zsidó?” problémakörét, az asszimilációt, illetve a népszerűbb vádakat, mint hogy a világ zsidósága a második világháború óta „fokozatosan emeli az (zsidó) áldozatok számát” és „szándékosan szítják a bűntudatot”, valamint hogy miért nem határolódnak el a Magyarországi Tanácsköztársaság, illetve a Magyar Népköztársaság zsidó származású egykori vezetőitől, hírhedt alakjaitól, illetve azt, hogy saját áldozataik mellett miért nem emlékeznek meg a többiekéről is. Az interjú végén Ományi Kálló arról kérdezte alanyait, hogy a zsidók megünneplik-e valamilyen formában a karácsonyt.
A kérdésekre többnyire felváltva vagy mindketten válaszoltak; ahogy az antiszemitizmust, az asszimilációt is elítélték, a holokauszt áldozatainak számával, illetve a szándékos bűntudatkeltéssel kapcsolatos vádakat Landeszmann elmebetegségnek titulálta, a számokat és a magyarországi zsidók háborús elhurcolásának és sorsának körülményeit a jeruzsálemi Adolf Eichmann-perben elhangzottakra hivatkozva igyekezett alátámasztani. Mikor az interjúztató a Tanácsköztársaság egykori zsidó származású vezetőitől történő elhatárolódásról kérdezte Landeszmannt, ő azt szintén elmebetegségnek titulálta, majd kifejtette, hogy az inkvizíciótól sem határolódott el a katolikus egyház. Zoltai beékelt válasza után következett az elhíresült és sokat idézett mondat Landeszmanntól, miszerint „(…) ha felsorolnánk azoknak a zsidóknak az értékeit a magyar kultúrában, amit ha kivonnánk Magyarországról, akkor nem maradna más, csak a bőgatya és a fütyülős barack.” Ezt követően a zsidókkal szemben elkövetett atrocitások miatti hivatalos bocsánatkérésről esett szó, ami Landeszmann szerint nem történt meg. Ományi Kálló ezután a zsidók és a karácsony viszonya felől érdeklődött, amire azt a választ kapta, hogy a zsidó vallásban nincs ilyen ünnep.
Mivel a kérdések és a válaszok is provokatívra sikerültek, a beszélgetést végül nem tették be az Igen karácsonyi számába, helyette a Heti Magyarország tette közzé hasábjain pár hónappal később.

### Következményei
Az akkoriban a közbeszéd főbb témái közé tartozott „zsidókérdés” miatt a beszélgetés megjelenése után hamar éles viták tárgya lett „a bőgatya és a fütyülős barack”, amit az arra fogékonyak magyarellenes kijelentésnek állítottak be. Közösség elleni izgatásért (Btk. 269. §), illetve nemzeti, népi, faji vagy vallási csoport elleni bűncselekmény gyanújával (Btk. 156. §) fel is jelentették a rabbit. A vádakat az ügyészség ugyan ejtette, de Landeszmann az általános reakciókra (még Antall József is fellépett az üggyel kapcsolatban) mintegy válaszul nem sokkal később megvált minden vallási tisztségéről és Kanadába emigrált, Zoltai pedig részben elhatárolódott a cikk tartalmától, ahogy tette ezt több zsidó szervezet, csoportosulás is.
A kijelentést máig előszeretettel citálják elő a magyarországi radikális, illetve szélsőjobboldali zsidóellenes körök a magyarországi zsidók állítólagos magyargyűlöletének bizonyítására.

### Az említett tárgyak
A bőgatya több magyar tájegységben is hagyományos népi viselet, többek között Erdélyben és Kalotaszegen terjedt el. Hagyományosan gyolcsból készült, általában lobogós ujjú inggel együtt viselték, derékban sok apró ráncba szedve.
A fütyülős barack akkoriban a kecskeméti barackpálinka egy ismert védjegye volt, illetve az abból készült koktél, amelyeket először a Zwack-család készített az 1930-as években. A fütyülős eredetileg egy hosszú nyakú (nem csak pálinka tárolására szolgáló) üvegtípus volt; a pálinka erről az üvegről kapta nevét. (A rabbi kijelentését árnyalja, hogy maga a „fütyülős barack” is részben zsidó találmánynak mondható annyiban, hogy a Zwack család zsidó származású volt.)